# Saison 2015 des Mets de New York
La saison 2015 des Mets de New York est la 54e saison en Ligue majeure de baseball pour cette franchise.
Les Mets sont champions 2015 de la Ligue nationale. Ils atteignent la finale du baseball majeur pour la 5e fois de leur histoire mais perdent la Série mondiale 2015 aux mains des Royals de Kansas City.
Les Mets remportent leur premier titre de la division Est de la Ligue nationale depuis 2006 et décrochent leur première qualification en séries éliminatoires depuis 2006. Bien nantis au monticule avec les lanceurs Jacob deGrom, Matt Harvey et Noah Syndergaard, les Mets voient leur offensive anémique être revitalisée, par l'acquisition à la date limite des échanges du 31 juillet de Yoenis Céspedes. Avec 90 victoires contre 72 défaites, 7 matchs devant les Nationals de Washington, les Mets remportent 11 parties de plus qu'en 2014, signent une première saison gagnante depuis 2008, et réalisent leur meilleure saison depuis 2006.

## Contexte
Avec 79 succès contre 83 défaites en 2014, les Mets améliorent leur fiche par 5 victoires mais connaissent une 6e saison perdante consécutive et terminent seconds d'une faible division Est de la Ligue nationale, à égalité avec les Braves d'Atlanta et 17 matchs derrière les meneurs, Washington. Leur lanceur Jacob deGrom s'impose comme la meilleure recrue de la Ligue nationale.

## Intersaison
En 2015, les Mets attendent le retour au jeu de leur lanceur partant Matt Harvey, absent du jeu depuis août 2013 après une opération de type Tommy John au coude droit. Le retour du stoppeur droitier Bobby Parnell, qui a subi le même type d'opération après un seul match joué en avril 2014, est également prévu pour 2015.
Le 10 novembre 2014, les Mets mettent sous contrat le premier agent libre de l'intersaison lorsqu'ils attirent Michael Cuddyer pour deux saisons et 21 millions de dollars. Le joueur de premier but, champion frappeur de la Ligue nationale en 2013, est limité à 49 matchs en 2014 à sa dernière année chez les Rockies du Colorado.
Le 19 décembre 2014, les Mets transfèrent le releveur droitier Gonzalez Germen aux Yankees de New York en retour une somme d'argent. Le 5 janvier 2015, ils accordent un nouveau contrat des ligues mineures au releveur droitier Buddy Carlyle.
Privés du lanceur de relève gaucher Josh Edgin, dont l'opération au coude entraîne une convalescence d'une saison complète, les Mets réagissent le 30 mars 2015 en faisant l'acquisition de deux releveurs gauchers : Alex Torres des Padres de San Diego et Jerry Blevins, obtenu des Nationals de Washington en retour du voltigeur Matt den Dekker.

## Calendrier pré-saison
L'entraînement de printemps 2015 des Mets se déroule du 4 mars au 4 avril.

## Saison régulière
La saison régulière de 162 matchs des Mets débute le 6 avril par une visite aux Nationals de Washington et se termine le 4 octobre suivant. Le match d'ouverture local à Citi Field est joué le 13 avril contre les Phillies de Philadelphie.

### Classement
| Ligue nationale division Est | V  | D  | %    | Diff. | Diff. (séries) |
| ---------------------------- | -- | -- | ---- | ----- | -------------- |
| Mets de New York             | 90 | 72 | ,556 | -     | -              |
| Nationals de Washington      | 83 | 79 | ,512 | 7     | 14             |
| Marlins de Miami             | 71 | 91 | ,438 | 19    | 26             |
| Braves d'Atlanta             | 67 | 95 | ,414 | 23    | 30             |
| Phillies de Philadelphie     | 63 | 99 | ,389 | 27    | 34             |

### Avril
- 12 au 23 avril : Les Mets égalent un record de franchise avec 11 victoires de suite[22]. Leur fiche de 13 succès et 3 défaites est leur meilleur début de saison depuis une performance similaire en 1986[22].

### Juillet
- 12 juillet : Contre Arizona, Kirk Nieuwenhuis devient le 10e joueur de l'histoire des Mets à réussir 3 circuits dans un même match, mais le premier du groupe à livrer cette performance à New York[23].
- 24 juillet : Les Mets transigent avec les Braves d'Atlanta pour acquérir le joueur de troisième but Juan Uribe et le joueur d'utilité Kelly Johnson, en échange de deux lanceurs droitiers des ligues mineures, John Gant et Rob Whalen[24].
- 27 juillet : Les Mets font l'acquisition du lanceur de relève droitier Tyler Clippard, cédant en retour aux Athletics d'Oakland le jeune lanceur droitier des ligues mineures Casey Meisner[25].

### Août
- 21 août : Au Colorado, dans la victoire de 14-9 des Mets, Yoenis Céspedes réussit pour New York 5 coups sûrs, dont 3 circuits et un double, en 6 passages au bâton, récoltant 7 points produits, 5 points marqués et un but volé[26].

### Septembre
- 26 août au 10 septembre : Bartolo Colón, 42 ans, lance pour les Mets 31 manches consécutives sans accorder de point; il dépasse Warren Spahn et Cy Young pour la plus longue séquence du genre dans l'histoire pour un lanceur aussi âgé[27].
- 26 septembre : Les Mets décrochent leur premier titre de la division Est de la Ligue nationale et leur première qualification en séries éliminatoires depuis 2006[1].

### Octobre
- 3 octobre : 
  - À leur avant-dernier match de la saison régulière, les Mets sont victimes du second match sans coup sûr de l'année de Max Scherzer des Nationals de Washington[28].
  - Les 17 retraits sur des prises de Scherzer, auxquels s'ajoutent pour les Mets les 11 réussis par Matt Harvey, le 3 de Hansel Robles, les 3 de Erik Goeddel et celui de Carlos Torres haussent le total à 35 retraits au bâton au total pour ce match, un nouveau record des majeures pour un match de 9 manches[29] qui surpasse les 31 de la rencontre Texas-Seattle du 13 juillet 1997[30]. Les 59 retraits sur des prises cumulés par les deux clubs ce jour-là sont aussi le plus grand nombre pour un programme double, battant une marque de 41 établie à trois reprises[29]. Au total, ce sont 48,8 pour cent des frappeurs qui ont été retirés sur trois prises durant cette journée[29].

## Affiliations en ligues mineures
| Niveau            | Équipe                 | Ligue                         |
| ----------------- | ---------------------- | ----------------------------- |
| AAA               | 51s de Las Vegas       | Ligue de la côte du Pacifique |
| AA                | Mets de Binghamton     | Eastern League                |
| A-Advanced        | Mets de Sainte-Lucie   | Ligue de l'État de Floride    |
| A                 | Sand Gnats de Savannah | South Atlantic League         |
| A (saison courte) | Cyclones de Brooklyn   | New York - Penn League        |
| Ligue des recrues | Mets de Kingsport      | Appalachian League            |
| Ligue des recrues | Gulf Coast Mets        | Gulf Coast League             |
| Ligue des recrues | DSL Mets 1             | Dominican Summer League       |
| Ligue des recrues | DSL Mets 2             | Dominican Summer League       |